# رمله (تونس)
رمله (عربی: رملة) یک شهرک در استان صفاقس کشور تونس است.